# Kristine Marie Jensen

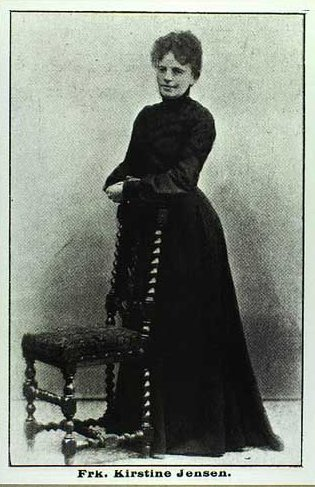
Kristine Marie Jensen

Kristine Marie Jensen (17. Juli 1858 in Randers – 7. Februar 1923 in Kopenhagen) war eine dänische Köchin und Kochbuchautorin. In Dänemark ist sie bis heute vor allem als Frøken Jensen, Fräulein Jensen, bekannt – unter dieser Bezeichnung erschien auch im Jahr 1901 ihr berühmtes Werk Frøken Jensens Kogebog (Fräulein Jensens Kochbuch), eine Sammlung traditioneller dänischer Rezepte, die als Dänische Küchenbibel gilt. Ihre Bedeutung für die Dänische Kochbuchliteratur wurde mit der englischen Kochbuchikone Isabella Beeton verglichen.

## Leben

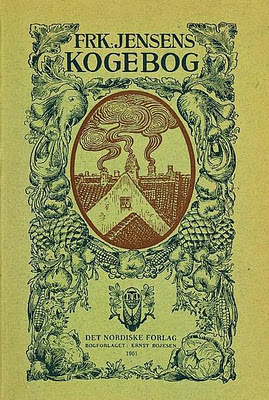
Umschlagillustration von Frk. Jensens Kogbog, 1. Auflage, 1901.

Kristine Marie Jensen wurde 1858 in Randers in Ost-Jütland geboren. Nachdem ihre Eltern gestorben waren, nahm ihre Großmutter die damals Siebenjährige bei sich auf. Nach Abschluss ihrer Schulbildung besuchte Kristine Marie Jensen die Schule von Natalie Zahle in Kopenhagen, einer Ausbildungsstätte für Hauslehrerinnen, und ging anschließend für ein Jahr nach England.
Zurück in Kopenhagen, nahm sie 1890 eine Stelle als Haushälterin bei Jørgen Conradt Melchior an, einem verwitweten Schulleiter mit fünf Kindern. Jensen blieb auch, als die Schule, an der Melchior tätig war, 1908 geschlossen wurde, Teil der Familie und zog den jüngsten Sohn wie eine Pflegemutter auf. Lauritz Melchior wurde später als Opernsänger berühmt, seine Pflegemutter hatte diese Ausbildung zum Sänger unterstützt.
Kristine Marie Jensen starb am 7. Februar 1923 in Kopenhagen. Sie wurde auf dem Friedhof der Holmens Kirke beigesetzt.

## Werk
Jensen veröffentlichte ihr erstes und berühmtestes Kochbuch, Frøken Jensens Kogebog (Fräulein Jensens Kochbuch) im Jahr 1901. Schon im Jahr der Veröffentlichung erfuhr das Werk eine zweite Auflage. 1902 erschien Frøken Jensens Syltebog (Fräulein Jensens Einmachbuch), gefolgt von Five o'clock tea, einer Sammlung von Backrezepten, die sie aus England mitgebracht hatte. Danach erschienen Hvad skal vi ha’ til Middag (Was sollen wir zu Mittag essen) im Jahr 1903, Husholdningsbog (Haushaltungsbuch) im Jahr 1904, Grønt- og Frugtretter (Gemüse- und Obstgerichte), 1906, Sommer- og Vinter Dessert (Sommer- und Winter-Desserts), 1916, und Svampe paa 100 Maader (Pilze auf 100 Arten), ebenfalls 1916. Außerdem schrieb sie Artikel für Zeitungen und Magazine.
Für viele Dänen versammelt Frøken Jensens Kogebog die authentischen Rezepte der traditionellen Gerichte und Backwaren. Es wurde dutzendfach nachgedruckt und ist auch heute noch als Neuausgabe ein Standardwerk im dänischen Buchhandel. Zu besonderen Anlässen, beispielsweise in der Weihnachtszeit, richten sich viele Dänen nach den detaillierten Anweisungen von Fräulein Jensen. Zu Jensens Lebzeiten erschienen 27 Auflagen des Kochbuches und bis heute findet sich so gut wie in jeder dänischen Küche ein Exemplar. Der einzige andere dänische Autor, der mehr Exemplare seiner Werke verkaufen konnte, ist Hans Christian Andersen. Insgesamt wurden über eine Million Exemplare verkauft.